# Кортеконсепсьйон

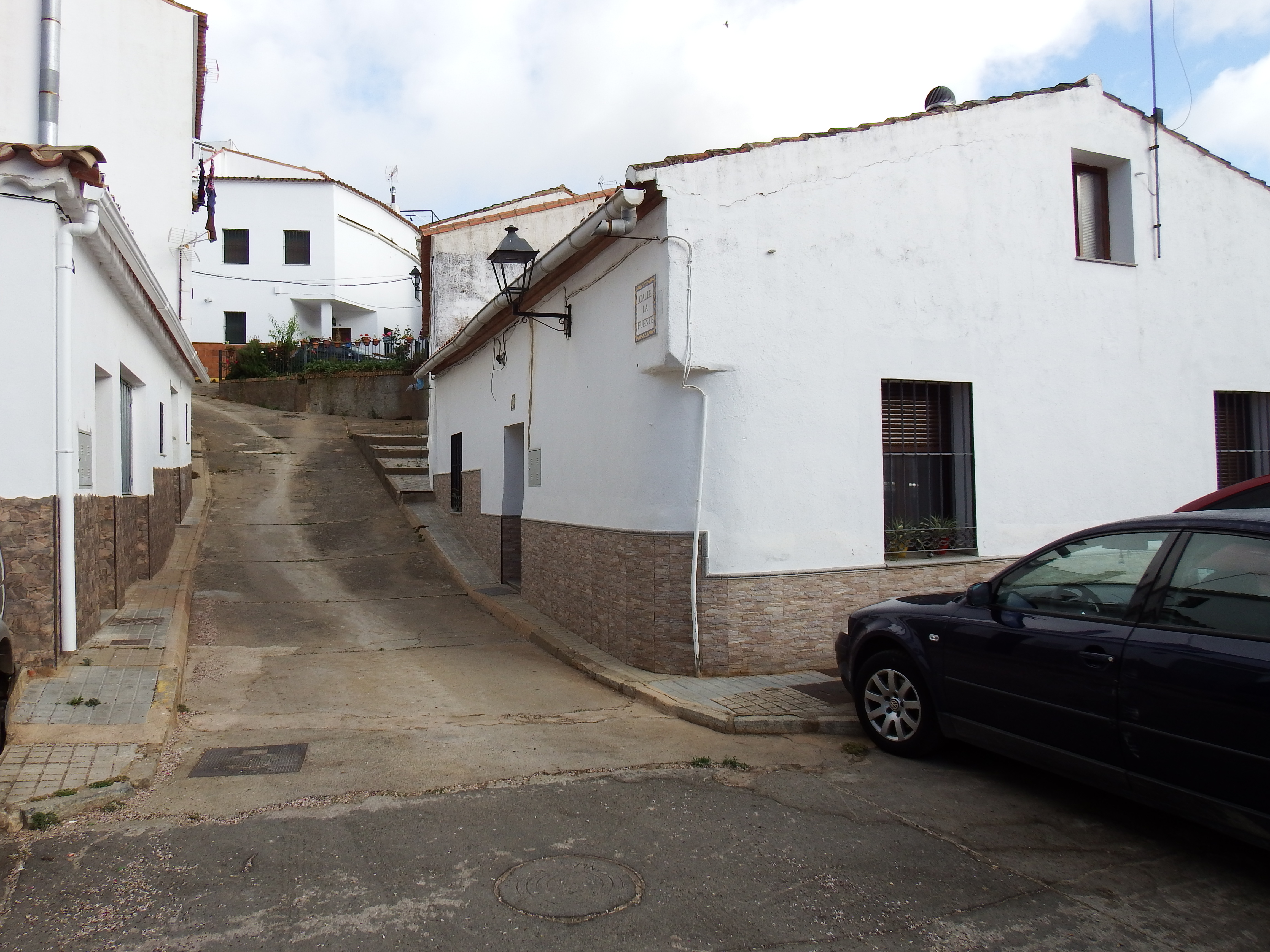

Кортеконсепсьйон (ісп. Corteconcepción) — муніципалітет в Іспанії, у складі автономної спільноти Андалусія, у провінції Уельва. Населення — 607 осіб (2010).
Муніципалітет розташований на відстані близько 370 км на південний захід від Мадрида, 80 км на північний схід від Уельви.
На території муніципалітету розташовані такі населені пункти: (дані про населення за 2010 рік)
- Кортеконсепсьйон: 398 осіб
- Пуерто-Хіль: 209 осіб

## Демографія
Динаміка населення (INE ):